# リスティヤルヴィ
リスティヤルヴィ(フィンランド語: Ristijärvi)はフィンランドの自治体。カイヌー県にある。カヤーニ郡に属する。
この自治体は人口は1,210人、面積は897.93km²であり、このうち62.31km²は水域になっている。人口は1km²あたり約1.45人。
フィンランド語を公用語に指定している。